# 北进政策 (朝鲜)
北进政策是朝鲜王朝政府制定的向北扩张领土的国策。该政策延续了高丽的北扩政策。

## 背景
朝鲜王朝建立以前，新罗和高丽就有北侵的历史，白江口之战后，新罗趁唐朝与吐蕃作战之际，吞并唐朝的熊津都督府和安东都护府，将两国国境从汉江推至大同江(新羅以北是渤海國)。
926年契丹灭渤海国后，把大量人口内迁，高丽借机北扩，与契丹发生多次战争，互有胜负。高丽在北宋与契丹之间待价而沽，利用宋辽战争蚕食女真各部，以向辽称臣换取契丹“赐地”鸭绿江东岸女真之地，扩张至鸭绿江口。994-995年，高丽平西北女真，在鸭绿江东修筑了兴化、龙州、通州、铁州、郭州、龟州六城。1033到1044年，高丽在北境修筑了一条自西海岸至东海岸的长城，从此，清川江和朝鲜古长城成为辽丽的分界线。在金取代辽后，高丽以改换宗主为条件，从女真人手中取得了梦寐以求的保州之地，扩大了在鸭绿江东岸的势力。
元末，高丽在元朝与红巾军、明朝交战时就不断偷袭元军，将元朝高丽边界北移，朱元璋上台后欲建立铁岭卫，“命户部咨高丽王：以铁岭北东、西之地，旧属开元，其土著军民女直、鞑靼、高丽人等，辽东统之。铁岭之南，旧属高丽人民，悉听本国管属。疆境既正，各安其守，不得复有所侵越。”。此举引起高丽强烈的不满，高丽表奏“铁岭迤北，历文、高、和、定、咸等诸州以至公崄镇，自来悉是本国之地”。高丽禑王以进攻中国的辽东地区的行动来对抗，是年四月，辛禑派都统使李成桂北渡鸭绿江进攻中国辽东。李成桂渡过鸭绿江后发觉行军困难、粮饷不济、士气低落，于是威化岛回军，回师松京，废黜辛禑，流放崔莹。之后李成桂立辛禑之子辛昌为王，与明朝表示商意，并意图自立。

## 朝鲜太祖时期
1392年李成桂废高丽恭讓王，改国号朝鲜，自立为主，但拒绝明朝在元朝故地设立铁岭卫，此后明朝出于与北元作战的需要，不再要求原铁岭以北鸭绿江以南之地，并将铁岭卫改置于辽东奉集堡（今辽宁沈阳东南奉集堡）。1393年，铁岭卫又从奉集堡移至银州（今辽宁省铁岭市）。李成桂并未就此罢休，而是继续寻机北进。
1392年李成桂即王位，元代合兰府辖区内的女真人，已大都附于朝鲜。如哈兰(咸兴)都达鲁花赤奚滩诃郎哈，三散(北青)猛安古论豆兰帖木儿(李之蘭)，海洋(吉州)猛安括儿牙火失帖木儿，甲州(甲山)猛安云刚括，洪肯(洪原)猛安括儿牙兀难，秃鲁兀(端川)猛安夹温不花，斡合(镜城)猛安奚滩薛列，阿沙(利城)猛家朱胡引答忽等部，均受招抚。《朝鲜王朝实录》在颂扬李成桂开拓东北面的功业时说:“自孔州迤北至于甲山，设邑置镇，以治民事，以练士卒”，“延袤千里，皆入版籍，以豆满江为界。”此类溢美之词，甚多夸张。其实，当时朝鲜势力仅达图们江下游，其标志是1398年庆源(庆兴)设治派官置镇。不过，即使在图们江下游，其势力也不很巩固。1399年，朝鲜庆源万户李清被兀良哈女真杀死足以说明这个问题。

### 李成桂的作为
朱元璋曾派朝鲜籍欽差宦官黃永奇、崔淵，奉手詔到朝鲜宣義門外，前導至壽昌宮宣诏，诏书中说李成桂拉拢兩浙不良民为其充当间谍，提供明朝情报，派人到遼地用布帛金銀之類贿赂明朝邊將，暗指使人游说女眞人帶家小五百餘名，潛渡鸭绿江。此外明朝认为他纳供不力，称臣不实。并要求遣返女真，否则武力解决。

### 备战
鄭道傳、南誾建议李成桂攻遼，组织全国武将習《陣圖》，不学的处罚。对反对派左政丞趙浚表示“攻遼之擧，今已定矣，公勿復有言。”但是趙浚认为朝鲜民生困顿，不宜开战，最终李成桂听从了趙浚，放弃攻遼。

### 朱元璋的对策
朱元璋察觉到高丽和朝鲜对东北的野心，几次命令东北边防加强防卫，并给高丽、朝鲜国王写恐吓信，扬言武力荡平朝鲜半岛，采取“却贡” 政策，拒绝高丽、朝鲜入贡，借高丽、朝鲜欲入贡刁难威胁高丽人，对朝鲜百般刁难，极尽羞辱之事，曾构筑 “表笺之祸” 来羞辱朝鲜人，对朝鲜来使随意定罪，施用刑罚，受尽凌辱，甚至流放云南，并侮辱性地强迫朝鲜国王派长男亲自押解朝鲜人入明治罪，使得朝鲜“举国臣民,无不惊恐”。以至于朝鲜官员将出使明朝视为畏途,生怕在明遭到不测。朝鲜史载: “天子每征执政大臣入朝,皆畏惧不敢行”。但是朱元璋出于与北元作战的需要，没有索要被高丽占据的元朝故土。

## 朝鲜太宗时期
早先1107年高丽尹瓘率1.7万部队攻打女真取胜，在朝鲜半岛东北部修建了东北九城（咸州、英州、雄州、吉州、福州、宜州及通泰、平戎、公崄），立公崄镇定界碑，单方宣布此地为高丽领土。1109年乌雅束率女真军收复失地，捣毁公崄镇定界碑。但高丽仍宣布对此拥有主权。朝鲜王朝取代高丽后，朝鲜太宗以公崄镇定界碑为证据称公嶮鎭迤南全部属于朝鲜。

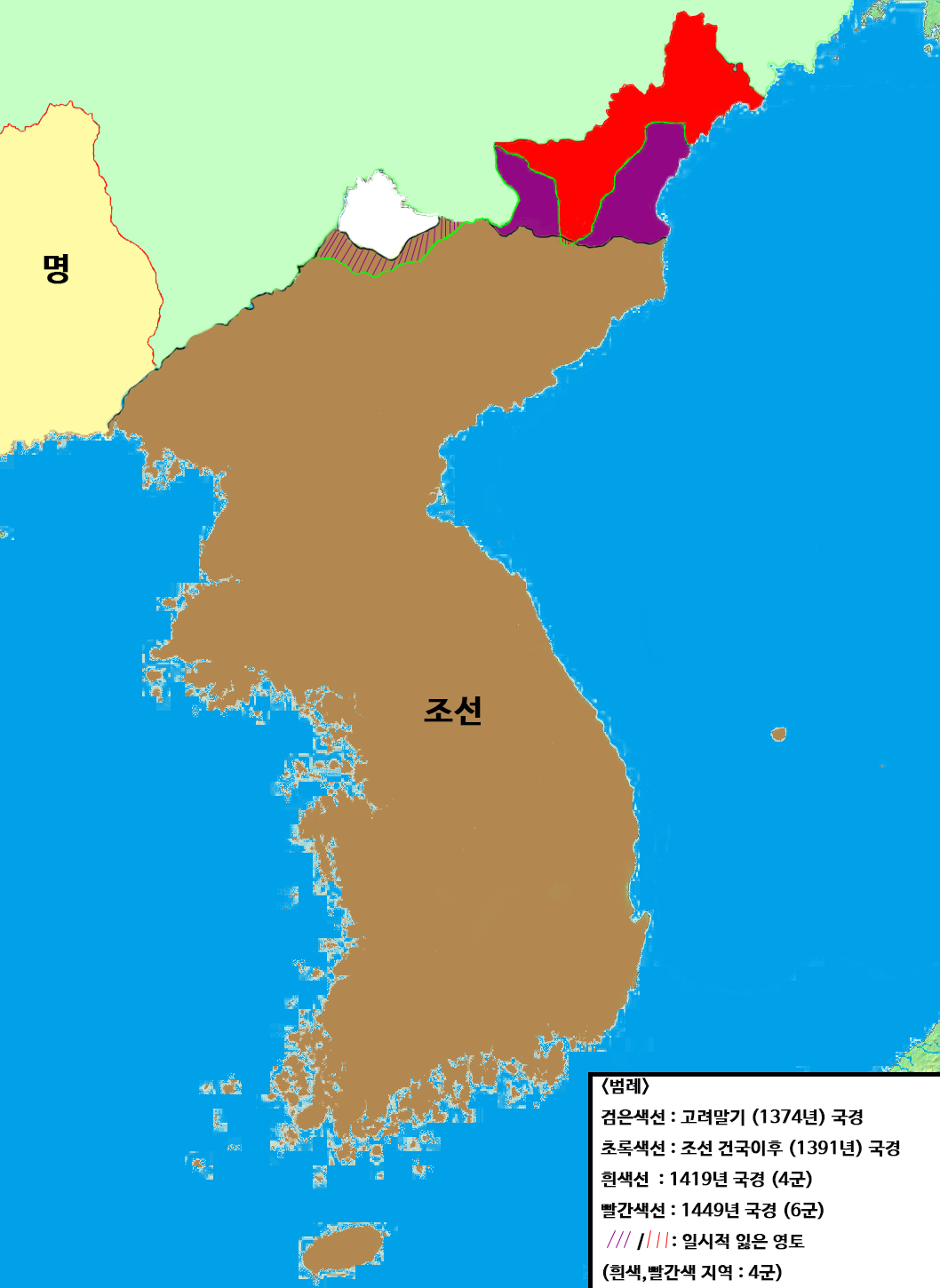
朝鲜领土扩张

1403年六月，明成祖用女真文颁布敕谕：“女真、吾都里(斡朵里)、兀良哈、兀狄哈等招抚之，使贡献”。(“女真”是狭义的女真，指朝鲜半岛东北面土著女真，随着高丽\朝鲜向这一地区的拓展，当地的女真大部已归附;吾都里(斡朵里)和兀良哈是从牡丹江口一带南迁这一地区的，与高丽\朝鲜发生联系较晚，他们或献土物，或接受职衔。主要目的是与朝鲜交换，并未受其管辖;至于兀狄哈系指图们江外较落后的女真部落，他们与高丽\朝鲜未发生隶属关系。)同年十一月，兀良哈首领阿哈出等赴明朝觐，明设建州卫军民指挥使司，以阿哈出为指挥使。1404年女真官吏王可仁等上奏明廷，说“咸州（今朝鲜咸镜南道咸兴）迤北，古为辽、金之地”，明成祖遂派王可仁等取道朝鲜赴女真地区。招谕“叁散、秃鲁兀等”。降敕与朝鲜，索要这一带的“十处人民”（主要为女真人）。朝鲜立即派艺文馆提学金瞻赴明。金瞻利用辽、金二史记载的疏漏，向明礼部提出考辽、金“地理志”。辽、金二史地理志确实没有上述10处地名。朝鲜则以明太祖默许地归本国为辞，称女真人“来居本国地面，年代已久，……且与本国人民交相婚嫁，生长子孙”，请求“令本国管辖如旧”。明成祖表示“朝鲜之地，亦朕度内，朕何争焉”，同意将铁岭以北，公崄镇（今朝鲜咸镜北道吉州）以南的“十处人民”让给朝鲜。
朝鲜在汉城设置专门接待女真朝贡者的北平馆，并开放钟城、庆原两个边城互市。这种征服、招抚、羁縻的模式，俨然中国汉胡对峙的翻版。
1403年明朝设建州卫，以原来胡里改部首领阿哈出为指挥使，并使之招抚东部女真，特别是招抚图们江南北的女真、斡朵里、兀良哈、兀狄哈等女真部落。明廷授猛哥帖木儿为建州卫(后改建州左卫)都指挥使，统辖斡朵里部，并新设毛怜卫，以统辖图们江一带的兀良哈部。建州、毛怜等卫的设置，为明朝经略绥芬河和乌苏里江流域及其以东地区打开了通道。1406年，阿速江(乌苏里江)、苏木河、失里绵等处头目来朝，明廷设置了阿速江、速平江(绥芬河)、苏温河等卫。随后明廷又招抚了骨看兀狄哈等，设置了喜乐温河卫和木阳河卫等，抑制了朝鲜的北进。所谓“帝(朱棣)于东隅置建州卫，是拢我咽喉，掣我右臂也”，反映了朝鲜上下慌恐不安的心理。于是朝鲜政府采取措施：一方面加强朝鲜半岛东北面的防务；一方面对图们江南北女真施加压力，给以绝市的制裁。激起女真人强烈不满，1409年女真“吾都里仇老、甫也寇雍丘站，杀掳男女十五人及其牛马而去。”翌年八月，嫌真兀狄哈金文乃、葛多介等结斡朵里、兀良哈甲兵300余骑，攻打庆源府，朝鲜兵马使韩兴宝战死。朝鲜吉州察理使赵涓统兵进攻女真地区。得知兀狄哈金文乃、葛多介等已远匿藏身，便将兵锋指向兀良哈女真部落，进行突然袭击。毛怜卫指挥把儿逊、阿古车等4人惨遭杀害，“纵兵歼其部族数百人，燔烧庐舍而还”，史称“庚寅之变”。
1411年，猛哥帖木儿于四月率部西迁今辉发河一带的凤州与阿哈出部汇合。图们江一带的女真势力大为削弱，迫于饥馑困扰，向朝鲜边将求援盐粮。一些斡朵里、兀良哈头领，也先后归顺朝鲜，赴王京贡献土物，朝鲜则力图恢复对图们江南岸一线的控制，重新建城设镇。猛哥帖木儿西迁后，仍与图们江一带女真部落保持着密切联系。猛哥帖木儿部在凤州居住13年,1423年又东迁阿木河，仍隶属于明朝，又依附于朝鲜。

## 朝鲜世宗时期
1433年朝鲜世宗发动婆猪江战斗，将鸭绿江、图们江南的女真人据点全部摧毁。。朝鲜在图们江中下游南岸地区置东北六镇。在鸭绿江东岸设立西北四郡，招募民夫修筑邑城、设置镇堡。沿图们江，从会宁的秃山烟台起，直至庆源训戎镇修筑了数百里长城和数十个城堡，奖励移民，动员南部人口向六镇迁移，彻底有效支配图们江南岸地区，图们江随之成为中、朝两国东段边界的界河。“新设四邑，我祖宗肇基之地，以豆满江为界......豆满江，天所以限彼我也。”
日本学者和田清说：“咸镜道地方，原系元朝领土为朝鲜逐渐吞并，特别是咸北，更是在明朝以后才悄悄蚕食的。”朝鲜大臣韩亨允向朝鲜中宗表示：“咸镜道本非我地, 而於前朝避役之民, 皆归其地矣。 至我世宗朝, 始设六鎭, 而野人愿托以生焉。"朝鲜大臣特进官尹熙平也向中宗表示：“咸镜道本非我国地也。”

## 朝鲜世祖时期
朝鲜世祖李蹂推行更大的扩张政策，欲招服境外更远的兀狄哈诸部。而浪孛儿罕所在的毛怜卫横亘其间，不予配合，妨碍了世祖的扩张大计，使朝鲜与浪孛儿罕的矛盾急剧升温。天顺三年正月世祖以右议政申叔舟为咸吉道都体察使，使命是招服中国境内的兀狄哈。三月申叔舟到会宁、钟城，招集境内和近境的兀良哈斡朵里诸酋，传达世祖之命，让他们和兀狄哈和好，不要阻拦兀狄哈来朝。同时,“作书,译以女真字”,派人送兀狄哈各部中,书中写道:“惟我承天体道烈文英武王殿下,神武定难,抚临东土,推诚待物,一视同仁,威惠远著,东夷北狄,争先纳款,如蛾赴烛。……汝等勿生疑贰,勿虑路梗,亟来听命。”申叔舟软硬兼施也。可是,朝鲜近境兀良哈部酋长，即大明毛怜卫都督佥事浪孛儿罕，不赴约会,“独孛儿罕辞病不赴”。朝鲜暗暗恨之。
八月,浪孛儿罕在朝鲜王宫当侍卫的儿子浪伊升哥,请假往吉州温泉治病。他的妻兄则对朝鲜说,“伊升哥欲往中国,预备行装有曰,今必因浴遂往父处”。女真人在朝鲜当侍卫,具有一定的人质性质,加之其父的近期表现,世祖信以为真,认为“孛儿罕父子罪不可赦”，立即命令兵曹正郎吴伯昌,“往囚孛儿罕父子家小”。并且授计，召孛儿罕时勿单召，要“与酋长杂召之”。浪孛儿罕失去了警惕，与各部酋长应邀去了会宁，到后即遭绑囚。同时在各处遭到逮捕的浪氏家人还有:浪孛儿罕之子仇难、伊升哥、阿儿哥秃、无者、加麟应哈,女儿吐劳古,妻子其沙哥,仇难之子毛多哥,者邑哈,加麟应哈之子无同可。除二名女性,其他九人悉被斩诛。世祖还下令,“浪孛儿罕子及孙子逃者,随获随斩”。一个月后,“又捕斩仇难子小童二人”。共斩杀浪氏三代十一人。
建州女真都督童剌难、指挥秃满,最先就近向广宁总兵官报告了此事,说:“闻朝鲜与野人战胜,多所剿杀。不胜愤恨,欲借兵谋报。”同时,建州右卫都指挥佟火你赤、毛怜卫都指挥柳尚冬哈等,派遣火你赤之子广失塔等,直赴北京,向中央奏报:“朝鲜诱杀孛儿罕等十六人。今欲聚速平江、喜乐温、斡木河、西海等卫人马六千,往朝鲜报仇。”另有女真人仇应时多,也于事发当年的十二月赶到北京,向皇帝告发“朝鲜国既杀浪孛儿罕等十七人,又执柳尚同介驮牛而去”。明英宗对女真人加以保护,对朝鲜国王加以训诫。朝鲜世祖狡辩说,浪氏“世居我国境土”,并欲“谋叛”。明廷驳斥:“浪孛儿罕为都督佥事,是朝廷所授之职。虽称谋构边患,然亦未见形迹,而遽然杀之,是王自启衅端”!还要朝鲜把拘捕的浪氏家族的其他成员,送到辽东都司,由朝廷再交阿比车团聚。
浪孛儿罕被杀之前,就感到了朝鲜的压力。他从朝鲜富宁兵马探路的举动,看出朝鲜将要入侵。他“令妻子登山”躲避,并“分军望候”。在他的影响下,“东良北无儿界舍地等处,野人不靖”。“童亡乃、金把儿歹、柳尚冬哈、金多弄哈、浪时哈、浪时帖具等在座,皆失色曰:孛儿罕受中国高职,年又老耄,请轻论”。浪氏被拘后,他们“或有持酒肉来访孛儿罕者”。浪氏被害的当年冬天,“浪孛儿罕亲党火剌温可昌哈,率千余兵,欲犯边”。“浪孛儿罕弟舍隐都哈及从弟佐化娄等请兵……欲聚兵报复,……东良北八九百里人听从,谋欲犯边”。第二年,天顺四年(朝鲜世祖六年,1460),浪孛儿罕之子阿比车,“聚诸种一千五百余人,正月二十曰来屯会宁长城外,毁木寨而入”。二十一曰,又“分道而入”。居住在朝鲜境内的不少女真人,也都以各种形式支持阿比车，“附贼”，更多的是率众逃走,使朝鲜城堡失去屏障。
朝鲜世祖也曾一度自省,对咸吉道官员说:“五镇近境,彼人存抚有素。今因一失,举兵剿殄,则兵连祸结,无时可解。势合招抚安集。”可是他的自省只是一念之间，天顺四年八月二十七至三十曰，申叔舟率步骑兵八千人分四路入侵女真，过图们江后,在今吉林省海兰河、布尔哈图河一带“剿杀四百三十余级,焚荡室庐九百余区,财产俱尽,杀获牛马千余”。而女真人的顽强反抗,使朝鲜吉州牧使吴益昌率领的八百军兵全部覆没。
此后女真人不断袭击朝鲜，成化元年(朝鲜世祖十一年，1465年)，朝鲜征调八路兵马，要入侵建州之时,建州卫都督同知李古纳哈等就奏报明帝说，我等“亦聚人马，等候仇杀”。

## 朝鲜成宗时期
朝鲜太宗时期就与女真部落有贡赐关系，意图控制他们，但明朝与图们江南岸的女真部落也有从属关系，这与朝鲜与当地部落的贡赐关系产生矛盾。朝鲜无法容忍图们江南岸毛怜、建州等女真部落的两属状态，但又无力与明朝对抗，于是转而对女真人威逼利诱，赐予印信、粮食衣物，封以万户、千户官职，在该地建立城寨、郡县。明朝得知后责令朝鲜停止封赐女真的行为、放行女真酋长赴北京接受任命。朝鲜则阳奉阴违、暗地阻挠女真归附明朝，明朝的羁縻政策与朝鲜的拓土方针互相抵牾。而建州女真地面条件恶劣，单靠朝鲜朝廷的惠赐难以生存，因而在接受朝鲜官职的同时，仍不时纵兵入寇掳掠。
明朝同样担忧女真壮大，明成化三年，朝成宗十二年，1467年。朝鲜军大将康纯、南怡、鱼有沼率军一万，协同明军扫荡鸭绿江北岸的建州三卫（建州卫、左卫、右卫），斩杀建州卫首领李满住、建州左卫首领董山。成化十五年（1479年），明朝再次对建州女出兵，朝鲜军再次从征，射杀人畜、焚毁聚落。1491年派许琮过图们江扫荡女真兀狄哈部。

## 朝鲜孝宗北伐计划
1636年的“丙子胡乱”之后，李淏和哥哥昭显世子李溰 、弟弟麟坪大君李濬都被清军掳到沈阳，当了人质。清朝入主关内之后，1645年3月，久居满清做人质的昭显世子返回汉城，随行清使勒令朝鲜仁祖李倧出城迎接。父迎子不合儒教礼法，且有承认清朝敕使代表天子的意思，所以朝鲜两班朝臣士大夫心生忌恨。5月21日，昭显世子暴毙于昌德宫中，死因有史料认为系被宫人在饵饼中下毒。李倧讳言此事，怕多尔衮深究，上报“病亡”。多尔衮虽觉得可疑，但在朝鲜使臣众口一词的“确系病殪”的说辞下，不得不信。6月7日，被多尔衮释放的凤林大君回到汉城。同年11月14日，清朝册封李淏为朝鲜世子。1649年己丑五月十三日，仁祖大王去世，李淏即位于昌德宫之仁政门。
当时朝鲜君臣认为，“我朝三百年来，服事大明，其情其义，固不暇言。而神宗皇帝再造之恩，自开辟以来，亦未闻于载籍者。宣祖大王所谓义则君臣，恩犹父子，实是真诚痛切语也”。朝鲜孝宗则以光复大明为己任，倡议北伐。
朝鲜孝宗北伐计划：首先采取措施，扩军备战。驻汉城的都城御营厅军由7000人增加到21000人。禁军由600名增加到1000名，全部改编为骑兵。御营厅增加了大炮攻坚部队，还计划将守卫汉城的训练都监军增加10000名，御营厅军增加20000名。由于财政困难，未能实现。孝宗时代，加快宣祖时代出现的大同法的推行。大同法是指在朝鲜中期以后将贡物统一为米谷的纳税制度，客观上加快了朝鲜国内贸易的兴起和商品经济的发展。孝宗时的宰相金育大力主张推行大同法，对土地征收附加税。此法的实施证明对国家的岁入和对农民的境遇都极为有利。作为又一项增加收入的措施，他颁布一道命令，所有男子，甚至和尚，都要纳税以换取免服兵役。朝鲜君臣确信“胡人无百年之运”的儒家格言，将地震、彗星等自然灾害视为清朝灭亡的征兆，对南明、吴三桂和三藩、台湾郑成功、准噶尔蒙古等反清势力寄以厚望，准备派使臣渡海联络，策划夹击清朝。台湾郑氏多次请日本联合出师伐清复明，朝鲜对日郑联合乐观其成，甚至建议“假道朝鲜，出送援兵”。1650年，李淏向清廷奏报以防御日本为由扩军备战。清朝警觉到朝、日、南明联手组成军事同盟的危险，于是派遣密使前往朝鲜核实情况。结果查明朝鲜奏折不实，顺治帝下诏斥责朝鲜国王，罢其用事大臣。此为六使诘责事件。
朝鲜财政困难，军备薄弱，北伐计划没有实施。而清朝1683年攻克台湾，南明势力灭亡，清朝也进入康乾盛世，朝鲜孝宗北伐计划彻底丧失实践可能性。但朝鲜的北伐论者不想肯定中国在满清统治下的文化和经济先进性，以后还几乎全面封锁了对中国文化的引进。

## 朝鲜肃宗时期
1673年三藩之乱爆发，朝鲜获知的时候已是第二年。朝鲜人见吴三桂、郑经、尚之信、耿精忠、蒙古等反清势力，以为清朝危在旦夕，于是朝野跃跃欲试，纷纷上书强烈要求征伐清朝，趁机一雪仁祖以来的奇耻大辱。以尹镌为首的主战派上书国王显宗，力陈大义名分，主张联合台湾郑经，断绝与清廷的关系、立即宣布北伐。认为有精兵十万，粮饷充足，不出十日必然占据沈阳，沈阳既入我手，关内也是唾手可得。而领议政许积认为吴三桂拥立明朝后裔再造大明，以大义而言没有不出兵伐清之理。即使以利害关系而言，一旦大明得以复兴，朝鲜就无法为袖手旁观的行为辩解。但是清国虽然疲于应付蜂起的叛军，但是以军事制服朝鲜还是绰绰有余。一旦对方以数万兵马入侵朝鲜，届时将如何对付？
儒生掀起北伐的舆论浪潮，当时全国的士子多倾向于北伐论，朝野被书生意气冲昏头脑。而许积的主张，得到新君肃宗的肯定，肃宗禁止关于北伐的上书，转而积极筹措本国的防御，以防清国的战火蔓延到境内。“我非无雪耻之心，奈何国小力弱，有心无力！”
肃宗朝以后，朝鲜逐渐从北伐的狂想中解脱。但是无论是赞成或反对北伐，朝鲜的政治人物都不约而同地标榜北伐的精神意义。
肃宗三十年（1704年），崇祯帝殉国一甲（60年）之际，朝鲜王室设置“大报坛”祭祀洪武、万历、崇祯三帝，还有一个珍藏明朝遗物的“敬奉阁”，十八世纪中叶，英祖曾打开珍藏的木柜玩赏柜中文物，之后无不感慨地说：“此柜敬以妆之，宝以藏之，此皆敬摄中眷眷皇朝之盛意。

### 评价
遭遇多次外敌入侵之后，朝鲜朝廷面临严峻的正统性危机。为维持政权存续，朝廷不断抛出北伐论，带动全民崇奉忠孝节义的典范，借这种纸上谈兵、梦中斗法的方式，强调本身存在的正统名分。然而此举带来了不良后果。基于北伐论的认识，朝鲜人长期以来不肯正面评价清朝统治下的中国，几乎全面排斥来自中国的先进文化。朝鲜王国往后闭门造车的历史，此时已经显露出端倪。

## 朝鲜高宗时期
高宗童年一天参加经筵3次，分别是早上7时至9时，中午11时至1时，下午2时至4时。高宗读《孟子》“汤七十里，文王百里”时，慨然顾曰：“七十里、百里，犹可以为政于天下，况我国三千里乎！何以则能秣马燕云，洗祖宗之耻也（指丙子胡乱）？”
1869年、1870年朝鲜严重饥荒，许多朝鲜渡过图们江，前去中国东北的荒地开拓，此即中国朝鲜族的源头之一。1882年，吉林将军铭安要求对越来越多的中国境内的朝鲜人，依“云南苗人例”加以管理。但朝鲜高宗要求把这些人“刷还”——领回朝鲜。1883年，当时中国的敦化地方官致信朝鲜地方官员，要求“越垦流民……务于今秋采稼收割以后，即行依限回国”。但是朝鲜流民并未依規全部回国。1885年朝鲜高宗向清朝礼部提出：朝鲜人只是渡过了豆满江（即图们江），而没有越过中朝界河土门江（指今天中国的海兰江），所以请求不要“刷还”当地垦民。此為间岛之争的源头。当年9月到11月，双方第一次勘界，史称“乙酉勘界”，朝方坚持图们江和土门江是两条江，界河图们江是现在中国境内的海兰江。所以谈判没有达成一致。后来清政府催促朝鲜政府解决该问题，朝政府未回应。1889年，朝鲜令平安北道观察使在鸭绿江以北东边道地区设28个面，划归江界、楚山、慈城、厚昌四郡。1895年，马关条约签订，朝鲜独立。1897年，改国号大韩帝国，任命徐相懋为西边界管理使。提出“朝、清、俄三国共同探查三国交界地带”的构想。
1900年10月沙俄侵占中国东北全境，指令驻韩公使韦贝与大韩帝国外务大臣李道宰秘密会谈，协议共管延边：
- 1、居住于韩国咸镜道间岛（指延边地区）之俄国人民与韩国人民，为欲互相和睦亲厚而各从事于产业，以间岛及其附近三哩之地，组织为一州，由两国人民共同协治行政，俄国政府对于此事申明无何等之异议；
- 2、前款揭记之州长，由居住该地之韩人及二年以上居住该地之俄人以投票法选任之；
- 3、州长在其管内，有关于行政、财政、兵事、卫生、教育、宗教上一切之统治权，且为保妥境内之故，得经俄、韩两国政府之认许，组织相当之警备兵；
- 4、该地域发生扰乱，而州长不能镇抚之时，及第三国对于该地而为紊乱安宁秩序之干涉时，俄、韩两国政府当协同一致，讲适宜防御法，或互相照会，约以出兵。
- 5、本条款非将来有不可回避之障碍及适当之理由，不得解废之。

1901年3月，韩国军官率七八百名士兵侵入中国领土，杀害中国地方团练38人，铡死中国农民6人，焚烧34户住房。1902年4月沙俄与清朝签订《交收东三省条约》，大韩帝国借俄国力量压服中国计划破产。5月，韩国任命政府从三品官李范允为视察官，要求中国境内朝鲜垦民向大韩帝国纳税；任命议政府参赞李荣泰为乡约长，政府三品官徐尚武为副乡约长，保护朝鲜垦民。1903年3月，徐相懋率30余人持枪到鸭绿江北的东边道地方，清查朝鲜人户口，征税，并大肆烧杀抢掠，清朝严正抗议。9月韩国任命李范允为北间岛管理使，并照会清朝公使许台身。10月-11月，前后900名韩国官兵侵入中国境内，杀害5个中国人，焚烧房屋、营房、学校，焚掠入籍中国的朝鲜垦民，造成19545.76两的财产损失。清朝外务部四次照会韩国驻清朝使节朴齐纯，清朝驻韩国使节三次照会大韩帝国外务部，要求严禁军队越江袭扰。大韩帝国外务部11月26日表示，已责令咸镜南北道、平安南北道官吏查办此事，又指令前线将领与清朝边境军政当局谈判。到1904年1月末，李范允在间岛征税十几万两，招募千余士兵，购买500支枪，在钟城设炮营，聘请沙俄教官。2月4日，大韩帝国陆军参领金命焕照会清朝延吉厅同知陈作彦，称“华兵皆匪类，不日派兵过江剿匪。”2月起，李范允部与清朝胡殿甲的吉强军多次冲突。4月，韓國垦岛保护使李范允带领着五、六千士兵渡过图们江，进入中国内陆100多里地,清朝的延吉厅同知陈作彦予以痛击，韩国人大败而归。中韩遂于1904年7月13日签订《中韩边界善后章程》，中方不承认“李视察管理北垦岛”，朝方“赶紧禁止在边骚扰”，边境“仍候两国政府派员会勘”，“古间岛即光霁峪假江地，向准钟城韩民租种，今仍循旧办理”。
1905年日俄战争之后，日韩签订了《保护条约》，大韓帝國成为日本保护国。间岛之争由中韩纠纷变为中日纠纷。

## 文人观点
受清朝入关前两次侵朝战争的刺激及北伐论的鼓舞,朝鲜人开始关注高句丽、渤海的历史,并开始将檀君朝鲜作为一个政治实体来认识,讨论古朝鲜的疆域问题,也产生了恢复所谓北方旧疆的强烈愿望。
成海应和韩元震都认为朝鲜北伐时应分为水陆两路,水路在山东半岛登陆,直捣京津地区,而陆路则从辽东攻击山海关。所以成海应强调,朝鲜只有占据了辽东,才能与清朝决战于北京城下。丁若镛认为辽东不是像朝鲜这样“愿顺不武之邦”所能守得住的,而且自明朝定都北京,中国政治重心北移以后,朝鲜要想占有辽东也变得更加不可能。此外,他还强调:“且我邦地势,北以二河为界,豆满及鸭绿,三面环以海水,疆场之制,浑然天成,得辽东反为赘也。何为恨之哉!”但是他也不能完全放弃占有这一地区的愿望。所以他接着说:“虽然,苟使国富而兵强,一朝有抗衡天下之志,而欲窥中原一步者,非先得辽东,不可为也。不然,西得辽东,东平女真,北拓境上,穷黑龙之源,而右与蒙古抗,斯足为大国,亦一快也。”
成海应主张北伐成功后可拥立明朝皇室后裔为帝,然后朝鲜退守东藩,而同样对北伐十分热心的韩元震则主张朝鲜应该利用北伐的机会控制天下。李重焕在《择里志》中提及朝鲜民间流传的一个说法:蒙古、女真等都曾入主中原,只有朝鲜不能,是因为朝鲜版图像个老人,向西而坐,有拱揖中国之势,所以自古忠顺于中国,而且朝鲜无千里之江河,百里之平原,所以不生伟人,不足以有所作为。这间接反映了一部分朝鲜人对入主中原的渴望。
李种徽认为清朝倒台后必然退回满洲，路上会路过朝鲜，对朝鲜构成威胁，朝鲜应主动出击占领辽东，“我取诸女眞耳。我与女眞。何亲疎於中国哉。”
第二次鸦片战争和太平天国时期“北伐论”又成为朝鲜士大夫讨论的焦点之一。存在两种对立的观点。申箕善主张北伐成功后拥立明朝皇室后裔光复大明。金平默指出,如果朝鲜孝宗当年北伐成功,则将是孝宗称帝,而不是复兴明朝。不仅孝宗时是这样,现在也是如此,朝鲜人应该有此种觉悟,尽早朝着这一方向努力。光绪年间，吕运亨的祖父吕圭信向政府建议进行北伐,并为此四处奔走,在因此被流放到平安道的深山中之后,仍每天研读兵书和算学。日本在甲午战争中取胜之后,韩国人也希望经过十年的努力成为富强的国家，击败中国,迫其割让辽东和整个东北地区，赔偿八亿元。日俄战争前夕，李沂希望日本控制东北地区后，将其划为三部分,东部归日本,西部归中国,南部归韩国。因为韩国地小民寡,不能形成均势,不利于东亚和平大局。
1905年前后,韩国启蒙运动兴起,史学成为启蒙思想家树立民族主义的重要工具。申采浩、朴殷植等早期民族史学家以北方的高句丽为中心重新构筑韩国的历史体系,提倡北方史观,从而也影响到对中国的认识。他们将中国作为韩民族的对立面。在领土问题上,他们更渴望占有中国东北地区。张志渊感叹:“自辽、金、蒙古以来,箕、高旧疆不复收入版图,至使圣祖陵寝、发祥之地沦在异域,岂不为志士无穷之恨欤?”申采浩认为“韩民族得满洲,韩民族则强盛;他民族得满洲,韩民族即劣退”。提出“高句丽旧疆收复”论。而且,他认为韩民族历史发展的规律是,上古从北方向南发展,而中古以后从南方向北发展,沿着这种趋势发展下去,将来一定能收复高句丽旧疆,重光檀君遗史。另一方面将古朝鲜和高句丽形容为古罗马那样的大帝国,并将匈奴、女真(滿洲族)、蒙古、鲜卑等都视为同族,强调朝鲜族对汉族侵略和殖民的“光荣史”,作为唤起韩国人民族精神的力量源泉。
申采浩认为华夏是古朝鲜的一部分,中国的大部分都曾是古朝鲜的殖民地,喾、尧、舜不过是古朝鲜五部的长官而已。“支那被称作‘华夏’或‘诸夏’,当时支那受位于朝鲜西南的南部大加管辖,故以‘夏’为名。这不是汉族的支那,江、淮沿岸和山东、山西、直隶等地都是朝鲜的殖民地,其余为苗族和汉族的领地。”提出“支那殖民论”。申采浩认为福建的泉州、漳州等地曾是新罗的殖民地，百济曾占领中国的山东、浙江一带。